# Berliner Krankenhausbewegung

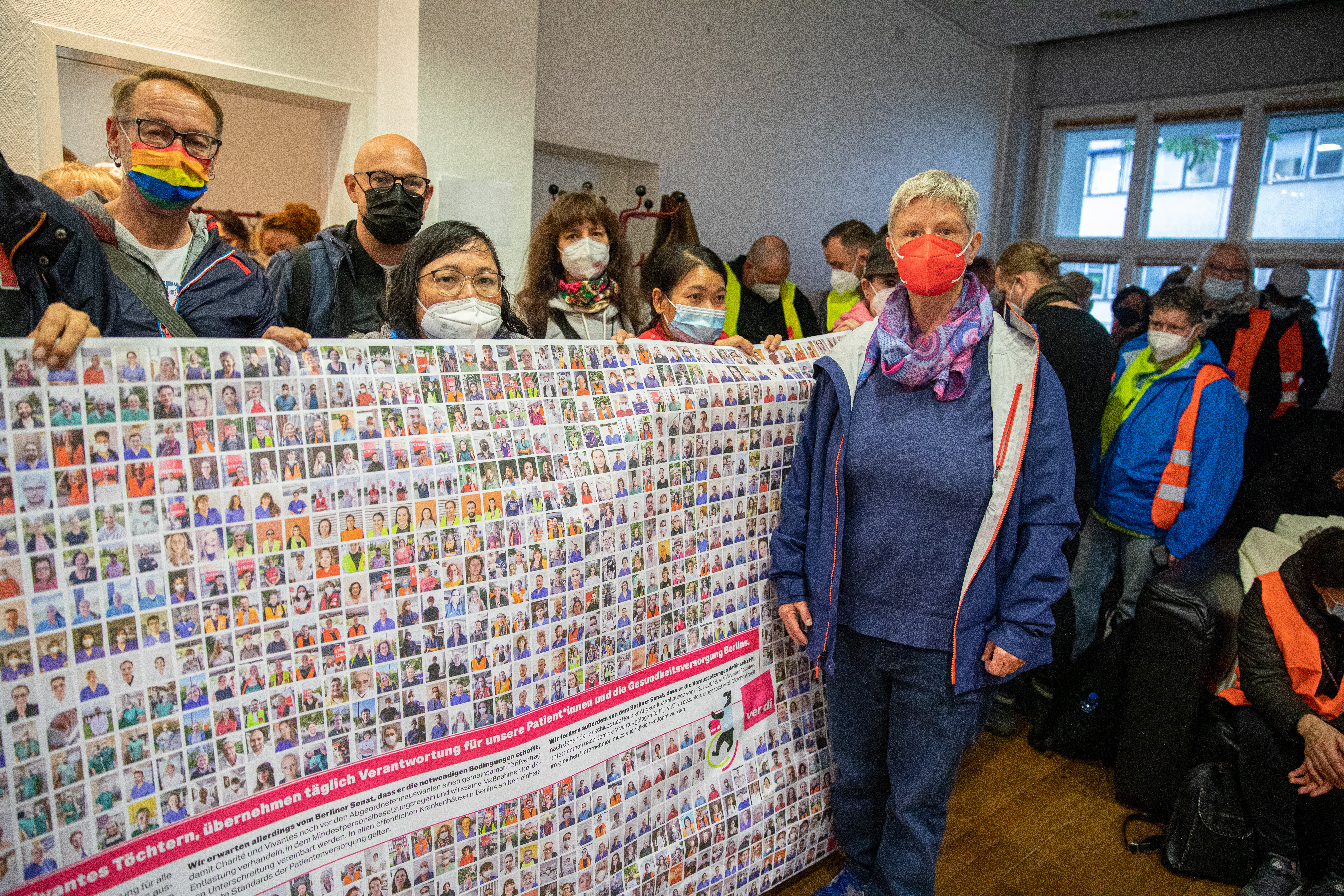
Plakat der Berliner Krankenhausbewegung

Die Berliner Krankenhausbewegung ist ein Zusammenschluss von Beschäftigten aus dem Berliner Gesundheitsbereich, der für bessere Arbeitsbedingungen kämpft. Der Zusammenschluss besteht seit 2021 und wurde von Beschäftigten der Krankenhausbetreiber Charité, Vivantes und deren Subunternehmen gegründet. Die Bewegung wird organisatorisch von der Gewerkschaft ver.di unterstützt. Besondere Beachtung erfuhr ein mehrwöchiger Streik im Sommer/Herbst 2021, der zu den längsten im deutschen Gesundheitswesen gehörte und der schließlich im Oktober 2021 zur Unterzeichnung eines Tarifvertrages führte, der verbindliche Personalbesetzungen vorschreibt und ein Belastungsausgleichssystem beinhaltet (Tarifvertrag Entlastung).

## Ausgangslage
Im Gesundheitsbereich, wie auch an den Kliniken von Charité und Vivantes, besteht seit Jahren das Problem der permanenten Leistungsverdichtung und Überlastung des Personals. Intensivpfleger mussten teils bis zu 4 Patienten betreuen, Hebammen waren teilweise für drei Geburten gleichzeitig zuständig. Zugespitzt wurde die Lage durch unterfinanzierte oder auf Rendite getrimmte Krankenhäuser. In der Covid-19-Pandemie wurde das Problem zusätzlich verschärft; gleichzeitig aber blieb es trotz gesteigerter Aufmerksamkeit für diese Problemlage bei symbolischen Anerkennungen (einmalige Boni-Zahlungen, Einkaufsgutscheine oder Beifallklatschen) statt echten, dauerhaften Verbesserungen. Dazu kommt die teils niedrige Bezahlung. Beschäftigte, die direkt bei den Betreibern Charité und Vivantes angestellt sind, werden nach dem Tarifvertrag des öffentlichen Dienstes (TVöD) bezahlt. Allerdings hat der Betreiber Vivantes Subunternehmen gegründet, in denen Teile des Personals zu deutlich schlechteren Bedingungen angestellt sind. Dies betrifft etwa die Rehabilitationskliniken, die Speiseversorgung, die Reinigung, den Krankentransport und die Sterilisation. Hierbei gibt es Lohnunterschiede von bis zu 900 Euro im Monat im Vergleich zu den direkt bei dem Betreiber angestellten Beschäftigten.
Mit der Charité wurde bereits 2015 ein „Tarifvertrag Entlastung“ geschlossen, der verbindliche Personalbesetzungen vorsah, jedoch gab es keine Regelungen oder Konsequenzen für den Fall, dass diese unterschritten werden. Der Tarifvertrag wurde daher von den Beschäftigten als wirkungslos angesehen und wurde Ende 2020 nicht verlängert.

## Forderungen und Aktionen

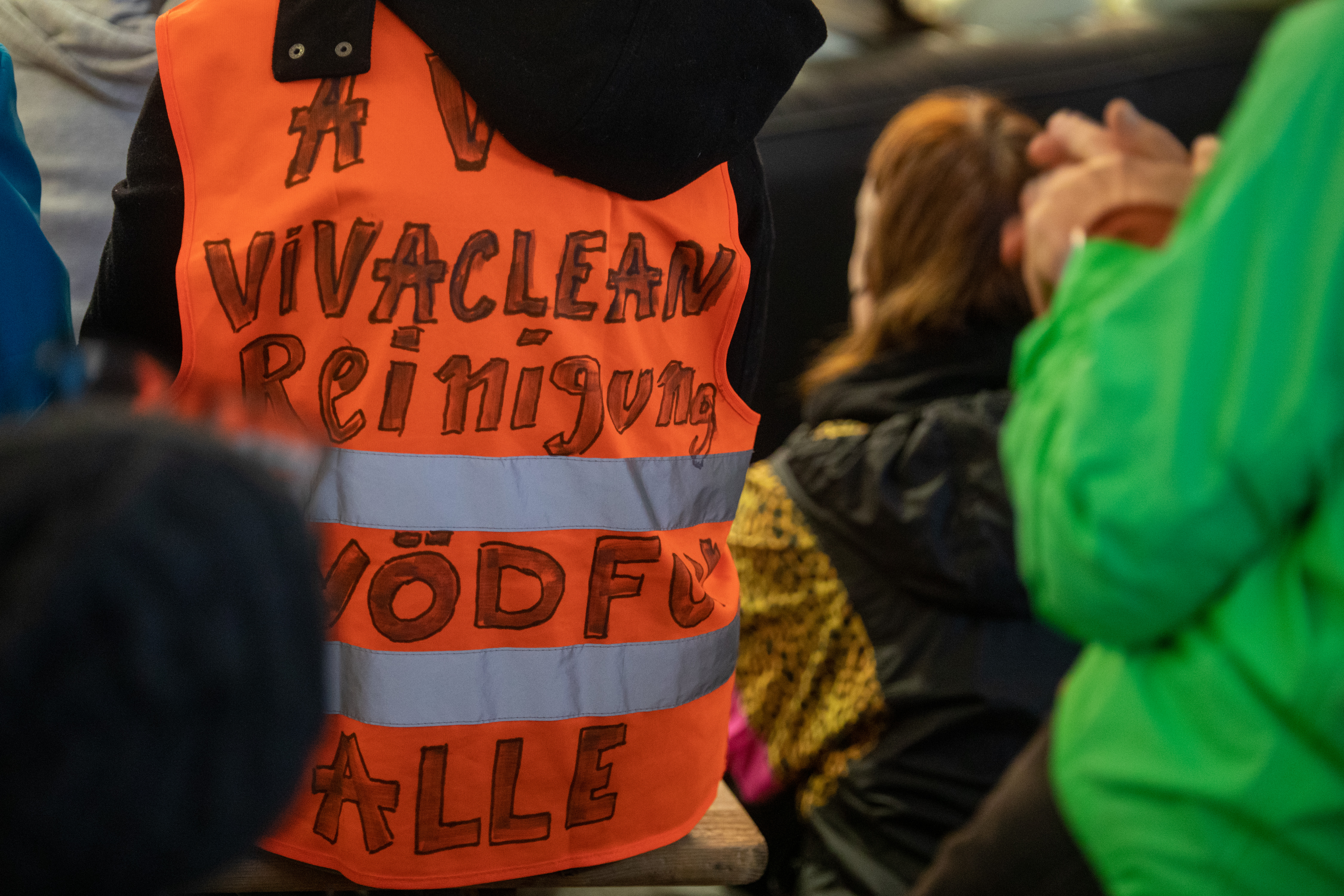
Streikender mit Warnweste, auf der die Forderung nach Bezahlung durch TVöD geschrieben steht.

Die Bewegung setzte sich für mehr Personal in den Kliniken und verbindliche Personalbesetzungen ein, die für jede Station und jeden Bereich geregelt werden sollen. Im Falle einer Unterschreitung müsse es zudem einen Belastungsausgleich geben, der schrittweise zu erhöhen sei. Außerdem wurde gefordert, dass auch Beschäftigte aus Subunternehmen nach dem TVöD bezahlt werden sollen.
Im Vorfeld sammelte eine Gruppe von Beschäftigten zwei Monate lang Unterschriften und sprach mit Kollegen aus verschiedenen Bereichen über die Missstände. Im Mai 2021 wurde schließlich eine Unterschriftenliste mit über 8000 Unterschriften an die Berliner Landespolitik und die Klinikleitungen übergeben, womit 60 % der betroffenen Beschäftigten hinter den Forderungen versammelt werden konnten. Zugleich wurde ein Ultimatum von 100 Tagen gestellt. Die Politik und Klinikleitungen gingen jedoch nicht auf die Forderungen ein. Vivantes bezeichnete die Forderungen anfangs als „nicht zu finanzieren“.
Infolgedessen gingen die Beschäftigten, darunter Pflegekräfte, Hebammen, medizinisch-technische Assistenten, Küchenangestellte und Reinigungskräfte, in den Streik: Im August kam es zu ersten Warnstreiks und am 9. September 2021 begann schließlich ein unbefristeter Streik, nachdem zuvor 98 % der gewerkschaftlich organisierten Mitarbeiter für die Arbeitskampfmaßnahme votierten. Während der Streiks mussten Betten gesperrt und nicht notwendige Operationen verschoben werden; eine Notversorgung wurde jedoch sichergestellt. Vivantes ging zunächst juristisch gegen die Streiks vor und erwirkte in erster Instanz eine einstweilige Verfügung. In zweiter Instanz wurde diese jedoch aufgehoben, sodass die Streiks fortgesetzt werden konnten. Die Streiks, die bis dahin zu den längsten im deutschen Gesundheitswesen gehörten, endeten nach über 30 Tagen im Oktober 2021, als beide Seiten den Tarifverträgen zustimmten. An den Streiks waren bis zu 2000 Beschäftigte beteiligt. Die Beschäftigten waren über Delegierte in engem Kontakt mit der gewerkschaftlichen Tarifkommission; dies wurde teils als „Demokratisierung“ des Arbeitskampfes beschrieben.

## Durchgesetzte Ziele
Hauptartikel: Tarifvertrag Gesundheitsfachberufe
Mit der Charité wurde Anfang Oktober 2021 ein Tarifvertrag ausgehandelt. Dieser sieht einen Mindestschlüssel in verschiedenen Klinikbereichen vor, z. B. auf den Intensivstationen soll eine Pflegekraft rechnerisch maximal 1,8 Patienten betreuen. In Kreißsälen soll eine 1:1-Betreuung gelten. Außerdem soll es ein Belastungsausgleichssystem geben, das zusätzliche Freizeit oder Bezahlung garantiert. Dieses wird etwa bei Unterbesetzung angewendet oder falls Schichten übernommen wurden, in denen es zu gewaltsamen Übergriffen kam. Der Tarifvertrag ist zum 1. Januar 2022 in Kraft getreten. Um diesen zu erfüllen, muss die Charité 700 bis 750 zusätzliche Pflegekräfte einstellen.
Ende Oktober wurde auch eine Einigung mit der Vivantes GmbH erzielt, die ebenfalls verbindliche Personalbesetzungen und einen Belastungsausgleich vorsieht. Der Tarifvertrag mit Vivantes trat im April 2022 in Kraft. Außerdem ist vorgesehen, dass sich die Gehälter der Tochtergesellschaften schrittweise bis 2025 an die Gehälter der direkt angestellten Beschäftigten annähern sollen. Je nach Bereich sollen 91 % bis 96 % des Lohnniveaus erreicht werden.

## Reaktionen und Rezeption

### Während des Arbeitskampfes
Unterstützung und Zuspruch bekam die Krankenhausbewegung von der Initiative Deutsche Wohnen & Co.  enteignen, der Bewegung Ende Gelände, dem Berliner Bündnis Gesundheit statt Profite und durch Aktivisten von Fridays for Future. Aus der Kulturszene zeigten sich René Pollesch, Intendant der Berliner Volksbünde, Sarah Waterfeld vom Künstlerkollektiv Staub zu Glitzer und Dirk von Lowtzow, Sänger der Band Tocotronic solidarisch mit den Streikenden. Die regierenden Parteien Berlins, SPD, Grüne und Die Linke, unterstützen die Forderungen der Bewegung. Allerdings wurde der SPD vorgeworfen, die Anliegen „vergessen“ und „zu lange ignoriert“ zu haben. Das 100-Tage-Ultimatum habe die Partei ohne Gespräche verstreichen lassen. Als Vivantes, in dessen Aufsichtsrat SPD-Finanzsenator Matthias Kollatz sitzt, juristisch gegen den Streik vorzugehen versuchte, wurde dies der Partei negativ ausgelegt.

### Nach der Einigung
Die Journalistin Nina Scholz sieht die Bewegung als ein erfolgreiches Beispiel von Organizing, wie etwa auch die Initiative Deutsche Wohnen & Co. enteignen. Die Erfolge, die die Bewegung erreicht habe, seien „historisch“. Uta Meier-Gräwe nannte die Ergebnisse im Handelsblatt „wegweisend für die Branche“. Das Besondere sei, dass Streiks dieses Umfangs „bis dato für Beschäftigte in den weiblich konnotierten Sorgeberufen als ausgeschlossen [galten]“ und dass sich Beschäftigte aus verschiedenen Bereichen „von der outgesourcten Reinigungskraft bis hin zum hochqualifizierten Personal in der Intensivpflege“ vereinigten. Das Ergebnis der Verhandlung könne dazu beitragen, dass ehemalige Beschäftigte, „die aufgrund von Personalnot und psychischer Erschöpfung ausgestiegen waren, bei deutlich besseren Konditionen wieder zurückkehren“. Marcel Thiel stimmte die Berliner Krankenhausbewegung „vorsichtig optimistisch“, dass es den Gewerkschaften gelingen könnte, wieder an Zuspruch und Mitgliedern zu gewinnen, auch wenn der derzeitige Mitgliederschwund noch nicht gestoppt sei. Sabine Toppe erkennt in der Berliner Krankenhausbewegung „neuen Mut, sich im Kollektiv gegen die herrschenden Strukturen aufzulehnen“. Franziska Heinisch schrieb im Jacobin, die Bewegung habe durch „eindrucksvolle“ Streiks „gezeigt, was sich mit kämpferischer Gewerkschaftsarbeit gewinnen lässt.“
In Nordrhein-Westfalen gründete sich die Initiative „Notruf NRW“, ein Zusammenschluss der Beschäftigten der Universitätskliniken in Köln, Essen, Münster, Düsseldorf, Bonn und Aachen. Nach dem Vorbild der Berliner Krankenhausbewegung forderten die Beschäftigten mehr Personal und feste Personalschlüssel (Pflegeschlüssel), die vor Überlastung schützen. Fast 12.000 Beschäftigte stellten sich hinter die Forderung. Sie setzten ihre Forderungen ebenfalls mit Streiks durch: Nachdem am 1. Mai 2022 ein 100-Tage-Ultimatum verstrichen war, wurde acht Wochen lang gestreikt, bis endlich ein Tarifvertrag Entlastung durchgesetzt werden konnte. Die Aktivisten der Berliner Krankenhausbewegung erhielten darüber hinaus Einladungen zur Vernetzung aus Großbritannien, der Schweiz und Frankreich.
Das Theater X in Berlin führte 2022 das Stück „Echt krank! Who cares?!“ über die Berliner Krankenhausbewegung auf. Aus Sicht der Künstler war der Arbeitskampf der Krankenhausbewegung „richtungsweisend“ und habe gezeigt, dass Arbeitskämpfe nicht bloß der Vergangenheit angehören.
Die Beschäftigten wollen in den kommenden Jahren und in zukünftigen Tarifverträgen für weitere Verbesserung streiten, etwa für eine vollständige Angleichung der Gehälter in den Subunternehmen oder gar die Rückführung der betroffenen Angestellten in die Hauptgesellschaften. Die bisher geschlossenen Tarifverträge haben eine Laufzeit bis 2025.